# Blaise (Eure)
A Blaise folyó Franciaország területén, az Eure bal oldali mellékfolyója.

## Földrajzi adatok
A folyó a La Framboisière-nél Eure-et-Loir megyében ered és Cherisy-nél, szintén Eure-et-Loir megyében torkollik az Eure-be. Hossza 45 km.

## Megyék és városok a folyó mentén
- Eure-et-Loir: Tréon, Garnay, Dreux.